# 巴咱爾扎那
巴咱爾扎那（?—?），卫拉特蒙古杜尔伯特部人，绰罗斯氏。清朝蒙古王公，察衮曾孙刚多尔济的曾孙，达瓦丕勒的孙子，齐默特多尔濟的长子。
道光十年（1830年），巴咱爾扎那袭封杜尔伯特部右翼前右旗札萨克多罗贝勒。同治九年四月十一日（1870年）巴咱尔扎那之子噶勒章那木濟勒承袭杜尔伯特汗爵位，成为末代杜尔伯特汗。光绪五年（1879年）巴咱爾扎那之孙图们济尔噶勒承袭杜尔伯特部右翼前右旗贝勒。